# Santa Cruz da Graciosa
Santa Cruz da Graciosa ([ˈsɐ̃tɐ ˈkɾuʒ ðɐ ɣɾɐsiˈɔzɐ] ⓘ) ist eine Kleinstadt (Vila) mit 1739 Einwohnern (Stand 19. April 2021) auf der portugiesischen Azoren-Insel Graciosa.

Die Gemeinde Santa Cruz im Norden der Insel Graciosa

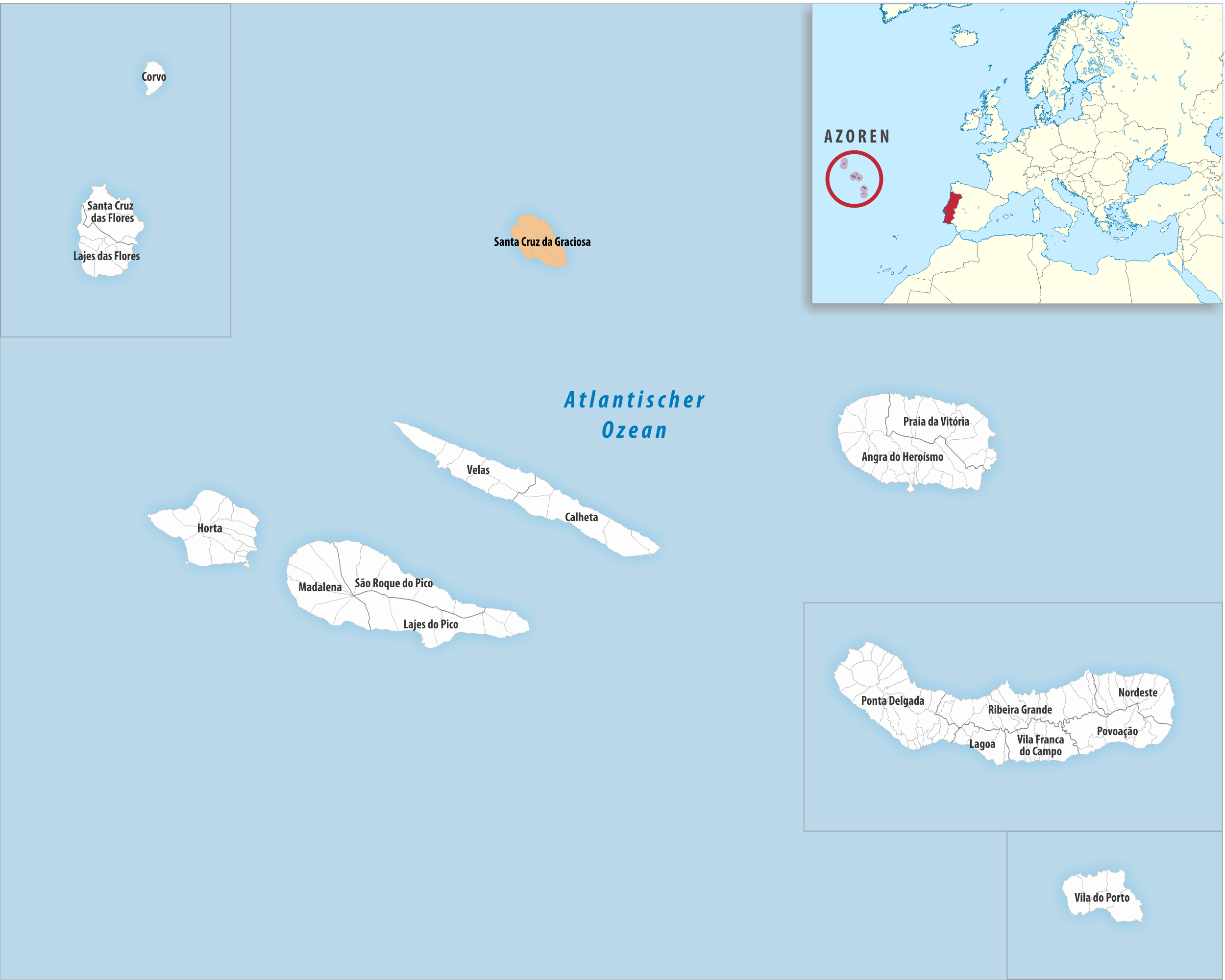
Kreis Santa Cruz da Graciosa

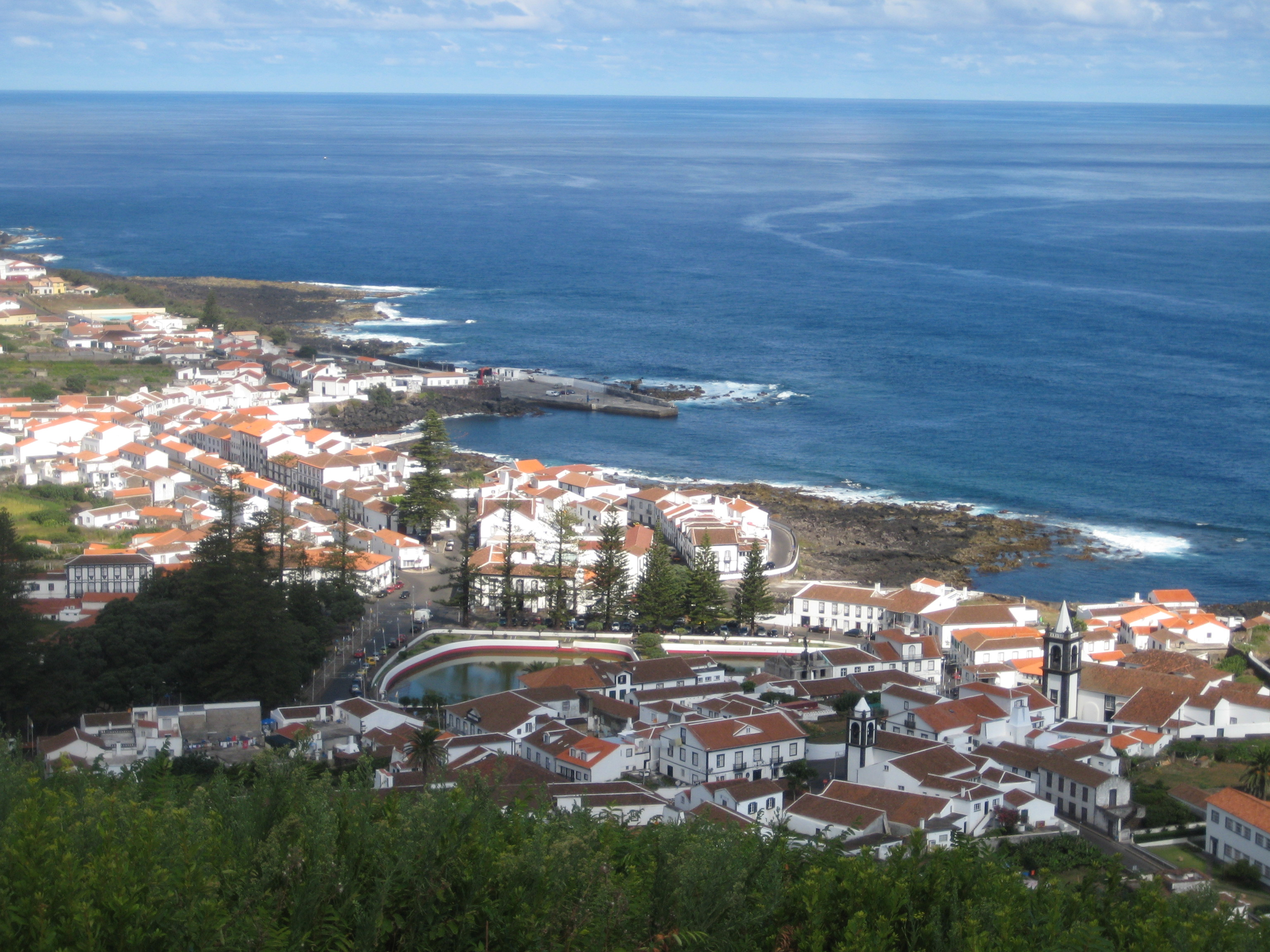
Blick vom Monte da Ajuda auf Santa Cruz da Graciosa

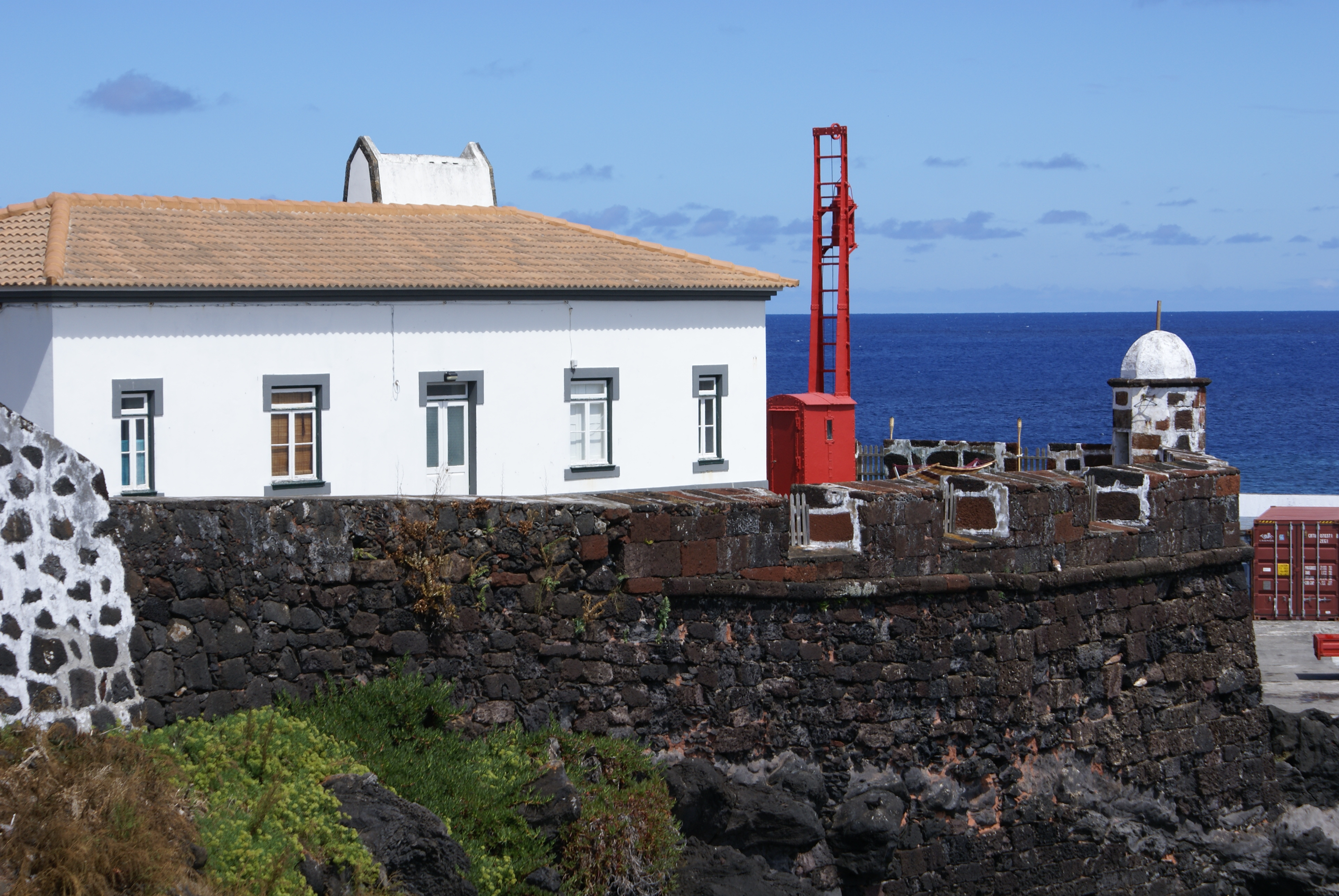
Festung Fortim da Calheta

## Geschichte
Ab der Inbesitznahme der Insel 1439 durch das Königreich Portugal begann ab 1450 die Besiedlung der Insel Graciosa, durch die Familien der zwei Siedler Pedro Correia da Cunha aus Porto Santo (angeblich ein späterer Schwager von Christoph Kolumbus) und Vasco Gil Sodré, einem Edelmann aus Montemor-o-Velho.
1486 wurde der Kreis Santa Cruz (dt.: Heiligkreuz) als offizielle Verwaltungseinheit für das gesamte Inselgebiet eingerichtet.

## Architektur

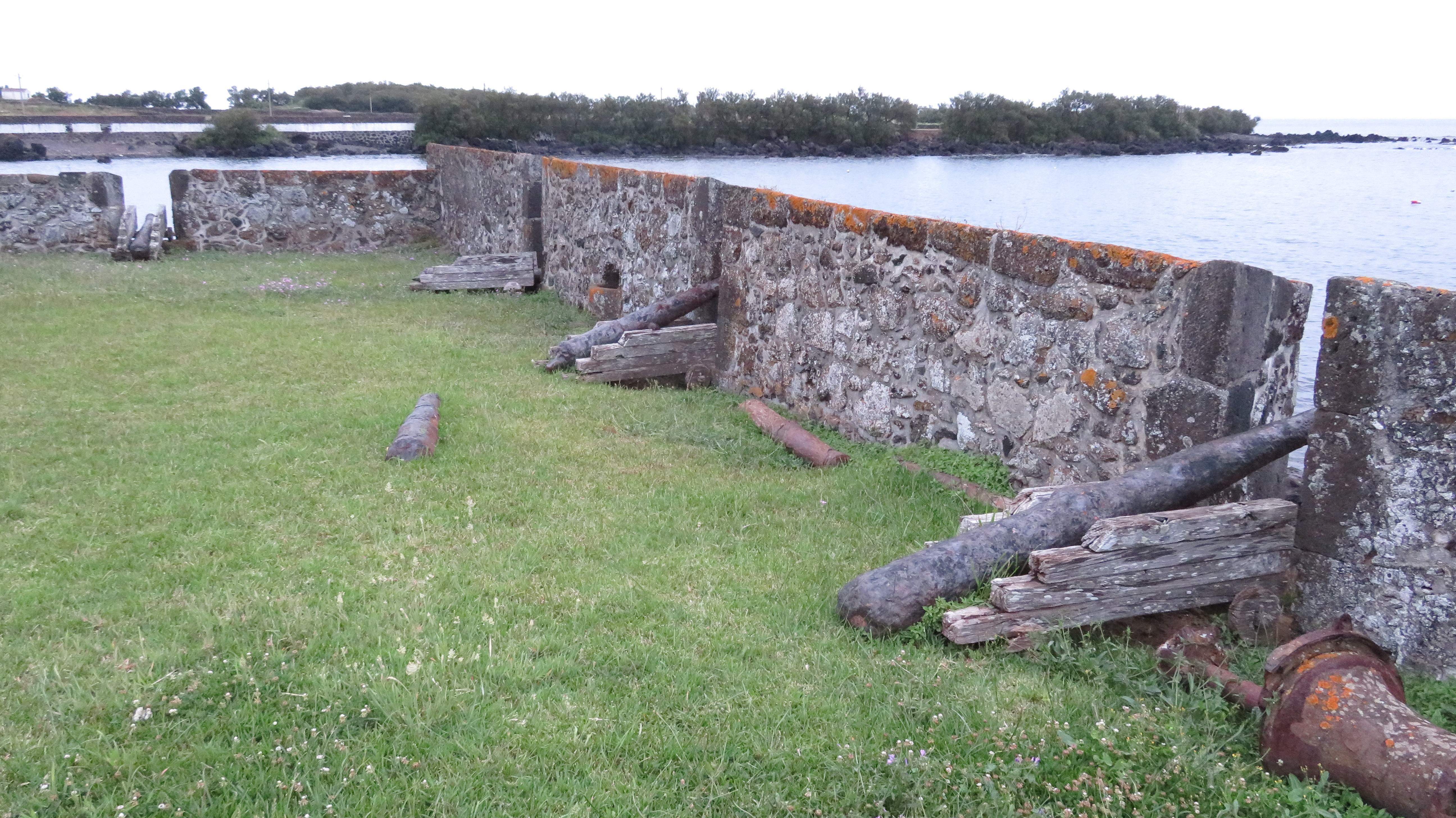
Festung Forte da Barra

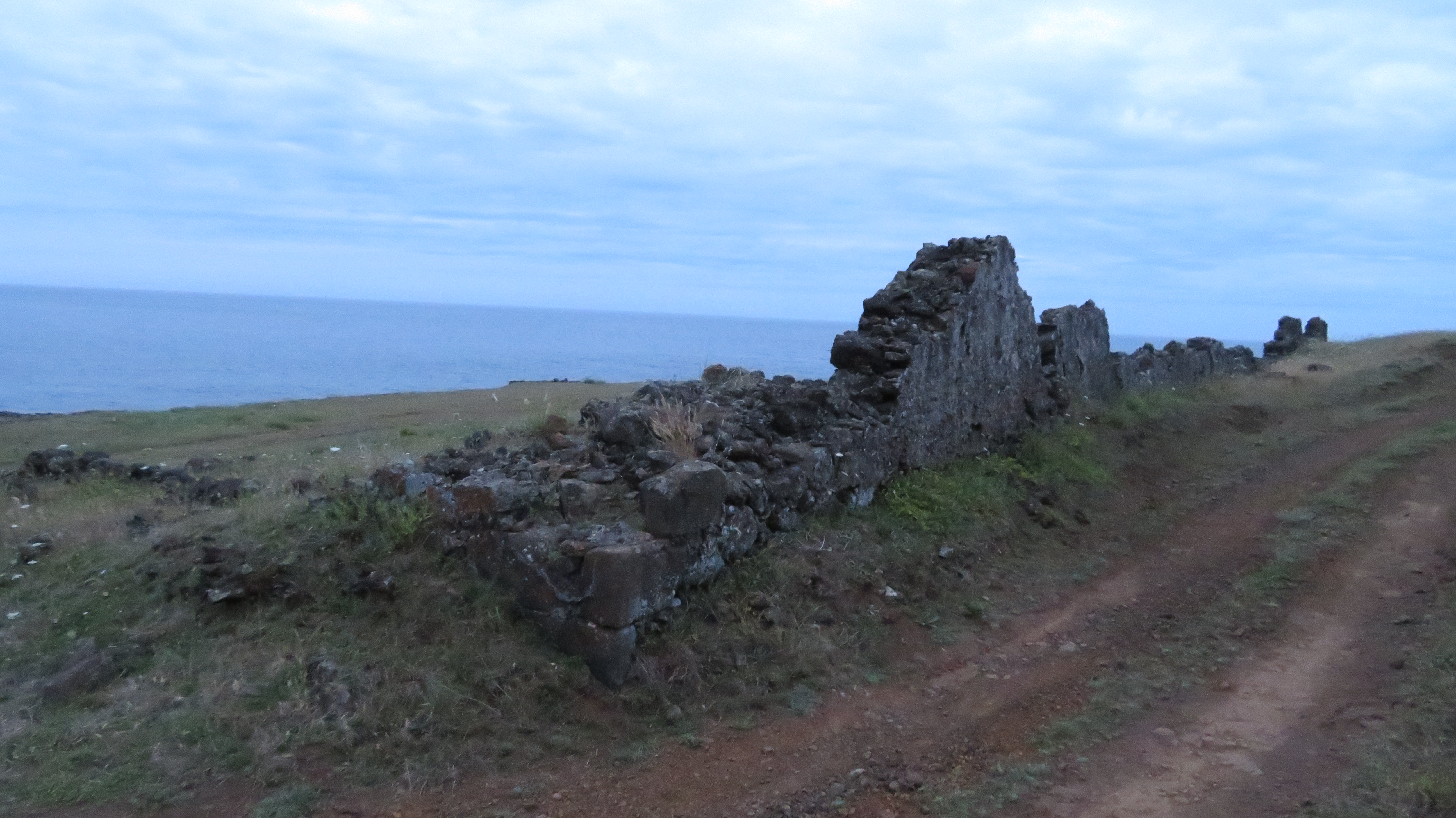
Ruine der Festung Forte de Santa Catarina

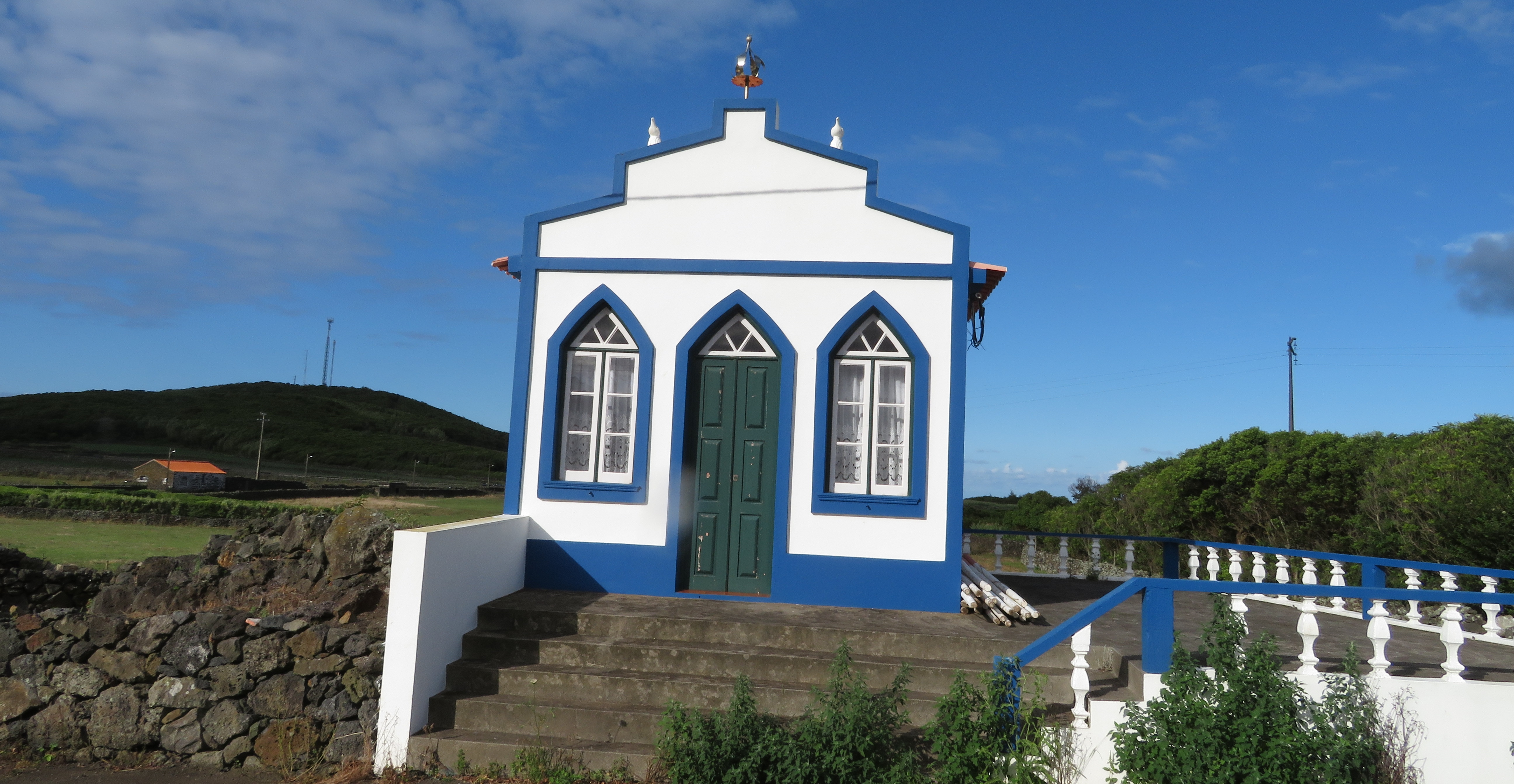
Heilig-Geist-Kapelle im Ortsteil Funchais.

Zu den markantesten Bauwerken in Santa Cruz zählen die im 18. Jahrhundert zum Schutz vor Piratenüberfällen erbaute Festung Fortim da Calheta sowie die dreischiffige, im 16. Jahrhundert erbaute und 1701 vergrößerte Kirche Igreja de Santa Cruz. Sie hat eine Länge von 26,35 m und eine Breite von 12,6 m. Der Turm wurde erst nachträglich angefügt und 1732 vollendet. Abgesehen vom Hauptaltar befinden sich in der Kirche noch zehn Seitenaltäre. Die älteste der Seitenkapellen ist die gotische Taufkapelle mit einem manuelinischen Gewölbe und einem steinernen Taufbecken.
Die erheblich kleinere Kirche Igreja da Misericordia aus dem 16. Jahrhundert bedeckt eine Grundfläche von 5,46 × 20,90 m und ist insgesamt schlichter gehalten. Neben ihr befindet sich die ehemalige Klosteranlage Ermida de São Pedro, die 1559 als zweitältestes Kloster der Insel erstmals urkundlich erwähnt wurde und möglicherweise noch älter als die Hauptkirche Igreja de Santa Cruz ist. Die Gebäude des Klosters wurden 1833 profaniert und dienten zeitweise als Lagerhaus, später als Grundschule und danach als Kino bzw. Theater. Zu Beginn des 21. Jahrhunderts wurden die Gebäude renoviert und dienen seitdem zu Wohnzwecken.

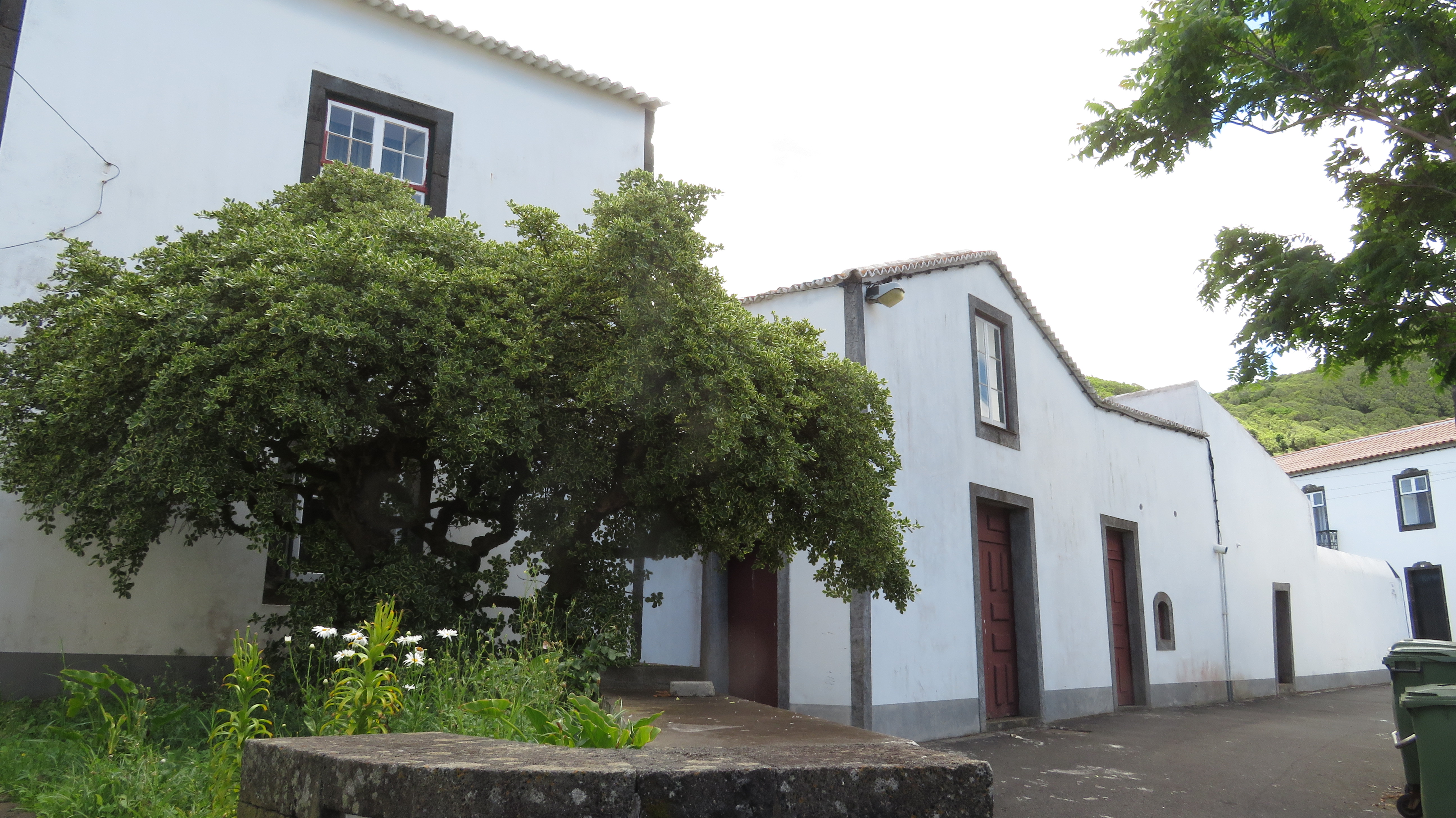
Ehem. Klosteranlage "Ermida de São Pedro"

Auf dem im Volksmund in Anlehnung an den gleichnamigen Platz in Lissabon „Rossio“ genannten Hauptplatz im Ortszentrum, wo sich eine kleine Parkanlage mit einem Pavillon befindet, wurden zwei ausgedehnte, flache Wasserbecken angelegt, die ursprünglich zur Trinkwasserversorgung der Einwohner sowie als Viehtränke dienten. Unweit des Platzes ragt ein isoliert stehender Kirchturm (Torre da Igreja de Nossa Senhora dos Anjos) aus der Innenstadt. Es handelt sich um den letzten Rest eines 1700 gegründeten und 1834 aufgelösten Franziskanerklosters, dessen 1700–1708 erbaute Kirche 1946 bis auf den Turm abgerissen wurde. Die Steine wurden beim Bau zahlreicher Wohnhäuser in Santa Cruz wiederverwendet.
Die um die Mitte des 17. Jahrhunderts erbaute Kapelle Ermida de Santo António mit einem auffallend niedrigen Turm befindet sich an dem kleinen Platz Praça de Santo António im Ortskern von Santa Cruz. Ihre Grundfläche misst 15,83 m × 5,57 m. In der Kapelle befinden sich das Grab des Gründers, Sargento António der Freitas Correia, sowie eine Statue der Heiligen Rita. Eine weitere Kapelle, die etwas kleinere Ermida do Corpo Santo, wurde Ende des 17./Anfang des 18. Jahrhunderts am Hafen in unmittelbarer Nähe der Festung Fortim da Calheta mit einer Grundfläche von 14,90 × 4,72 m erbaut. Vom Meer aus ist die Kapelle, in der farbenfrohe Altargemälde aus dem Jahr 1925 zu besichtigen sind, besonders gut zu erkennen. 2003 wurde die Kapelle, in deren Fassade sich die Jahreszahl 1878 auf einen teilweisen Umbau bezieht, renoviert, wobei die Kosten von den Einwohnern der Stadt – vor allem von den Fischern – übernommen wurden.
Im südlichen Stadtviertel Porto da Barra steht das 1520 im Stil der Manuelinik errichtete, 5 m hohe steinerne Kreuz Cruz da Barra.
Am südöstlichen Stadtrand erhebt sich am Porto da Barra, dem ehemaligen Hafen der Stadt, die Festung Forte da Barra, deren Umfassungsmauern und Zinnen gut erhalten sind. In ihr sind acht Kanonen in unterschiedlich gutem Erhaltungszustand zu sehen. Rund 600 m weiter südlich steht am Meer die Ruine der Festung  Forte de Santa Catarina, von der nur noch einige Mauerreste zeugen.
Unweit der Ruine der Festung Forte de Santa Catarina befindet sich die rechteckige, ummauerte Grabanlage Cemitério Hebreu aus Basalt mit der Aufschrift „Cemiterio Judaico“. Ihre Länge beträgt 5,90 m, und ihre Breite beläuft sich auf 3,90 m.

## Ortsteile
Zur Stadt Santa Cruz da Graciosa gehören folgende umliegende Ortsteile:
- Rebentão. Hier befinden sich eine Heilig-Geist-Kapelle, der Gerichtshof der Insel Graciosa sowie die Hauptschule Graciosas.[16]
- Santo Amaro, wo sich das 2012 eröffnete Krankenhaus der Insel, verschiedene Behörden und eine Heilig-Geist-Kapelle befinden. Bekannt ist der Ort ebenfalls durch die 1693–1705 auf dem Privatgrundstück eines Kapitäns erbaute, 9,4 m lange und 4,6 m breite Kapelle Ermida de Santo Amaro. Sie verfügt über einen auffallend großen, gemauerten Vorplatz und einen Garten.[17]
- Fontes entstand um einige der wenigen Quellen der Insel herum in einer Höhe von 120 – 180 m. ü. d. M. Die Heilig-Geist-Kapelle des Ortes hat einen markanten wellenförmigen Giebel, auf dem die Figur einer Taube als Symbol des Heiligen Geistes angebracht wurde.[16]
- Funchais liegt etwa 2 km westlich der Stadt. Um den Ort, in dessen Mitte eine Heilig-Geist-Kapelle auf einem steinernen Podest erbaut wurde, herum ragen drei Vulkankegel auf: Pico do Barroso (122 m)[18], Pico do Jardim (101 m) und der 124 m hohe Pico da Hortelã.[16]
- Dores, das unweit südlich des Flughafens der Insel Graciosa und nördlich des Berges Pico do Jardim liegt, ist vor allem wegen der 1793 erbauten Kapelle Ermida de Nossa Senhora das Dores bekannt, neben der sich eine weitere Heilig-Geist-Kapelle befindet.[19] Im Ort befinden sich ebenfalls das Hauptquartier der Freiwilligen Feuerwehr der Insel sowie der Sitz der landwirtschaftlichen Kooperative.
- Cruz do Bairro ist einer der kleinsten Ortsteile der Stadt und vom Weinbau geprägt.
- Bom Jesus liegt im Norden der Insel nordöstlich des 156 m hohen Berges Pico das Bichas. Bekannt ist der Ort vor allem wegen der 1636 erstmals urkundlich erwähnten, 11 m langen und 5 m breiten Kapelle Ermida do Bom Jesus, die möglicherweise bereits gegen Ende des 16. Jahrhunderts erbaut und 1786 sowie 1902 umgebaut wurde.[20] Bei dem Erdbeben von 1980 wurde die Kapelle beschädigt und danach mit den Spendengeldern von örtlicher Bevölkerung und Auswanderern renoviert. Nach einer weiteren Renovierung im Jahre 2003, die ebenfalls mit Spendengeldern erfolgte, befindet sie sich jetzt in einem sehr guten Erhaltungszustand.
- Barro Vermelho gehört zu den kleinsten Ortsteilen und liegt im Norden der Insel unweit vom Flughafen Graciosa. Der Ort verfügt über einen der wenigen Strände der Insel, einen Campingplatz und mehrere Sommerhäuser.
- Terreiros ist ein weiterer kleiner Ortsteil im Norden Graciosas.
- Quitadouro liegt südlich der Stadt am gleichnamigen Berg (213 m). Hier ist ein neues Gewerbegebiet (Parque Industrial da Graciosa) geplant.
- Covas ist ein Ortsteil südwestlich der Stadt am Fuße des Berges Pico da Hortelã (124 m).

## Umgebung
Südlich der Stadt erhebt sich der 129 m hohe Monte da Ajuda, auf dem drei Einsiedlerkapellen erbaut wurden. Auch der Monte da Ajuda ist ein erloschener Vulkan – in seinem Krater wurde die Stierkampfarena der Stadt errichtet.

## Verwaltung

### Kreis
Santa Cruz da Graciosa ist Sitz des gleichnamigen, einzigen Kreises (Concelho) der Insel Graciosa. Er umfasst das gesamte Inselgebiet.
| Gemeinde                     | Einwohner (2021) | Fläche km² | Dichte Einw./km² | LAU- Code |
| ---------------------------- | ---------------- | ---------- | ---------------- | --------- |
| Guadalupe                    | 987              | 20,62      | 48               | 440101    |
| Luz                          | 631              | 11,70      | 54               | 440102    |
| Praia                        | 733              | 12,82      | 57               | 440103    |
| Santa Cruz da Graciosa       | 1.739            | 15,52      | 112              | 440104    |
| Kreis Santa Cruz da Graciosa | 4.090            | 60,66      | 67               | 4401      |

### Bevölkerungsentwicklung
| Einwohnerzahl im Kreis Santa Cruz da Graciosa (1844–2011) |      |      |      |      |      |      |      |      |      |      |      |      |      |      |      |
| 1844                                                      | 1861 | 1878 | 1890 | 1900 | 1911 | 1920 | 1930 | 1940 | 1950 | 1960 | 1970 | 1981 | 1991 | 2001 | 2011 |
| 9657                                                      | 8718 | 8445 | 8440 | 8359 | 7603 | 7477 | 8470 | 9191 | 9617 | 8669 | 7420 | 5377 | 5189 | 4780 | 4391 |

### Kommunaler Feiertag
- Sechster Montag nach Ostern

### Städtepartnerschaften
- Vereinigte Staaten: Peabody (Massachusetts)[22]